# On connaît la chanson
On connaît la chanson (en Argentina Conozco la canción y en México Siempre la misma canción) es una película francesa, de género comedia musical, estrenada en 1997. Dirigida por Alain Resnais, sobre una idea original de Agnès Jaoui y Jean-Pierre Bacri, está protagonizada por Sabine Azéma y Pierre Arditi en sus roles principales.
La película obtuvo un gran éxito comercial en su país natal logrando 10 nominaciones, destacando las obtenidas como película del año en el Festival de Berlín y para Cahiers du Cinéma, y un total de 10 galardones que incluyen 7 premios César (a mejor película, mejores actor principal, actor secundario y actriz secundaria y mejores guion adaptado, sonido y montaje), el premio Méliès y el premio Louis Delluc.

## Sinopsis
Odile (Sabine Azéma) y Claude (Pierre Arditi) forman una pareja sumida en la rutina. Claude mira con desconfianza cómo Nicolas (Jean-Pierre Bacri), antiguo amante de Odile, vuelve a París. Odile tiene el proyecto de comprar un apartamento y se dirige a Marc (Lambert Wilson), agente inmobiliario del que se enamora Camille (Agnès Jaoui), hermana de Odile. Pero Camille es, sin que ella se dé cuenta, deseada por Simon (André Dussolier), empleado del tiránico Marc. Simon muestra a Nicolas unos treinta pisos, pero sin ningún resultado.

## Reparto
- Pierre Arditi - Claude
- Sabine Azéma - Odile Lalande
- Jean-Pierre Bacri - Nicolas
- André Dussollier - Simon
- Agnès Jaoui - Camille Lalande
- Lambert Wilson - Marc Duveyrier
- Jane Birkin - Jane
- Jean-Paul Roussillon - Padre
- Nelly Borgeaud - Doctora
- Götz Burger - Von Choltitz
- Jean-Pierre Darroussin - Joven con cheque
- Charlotte Kady - Clienta del restaurante
- Jacques Mauclari - Doctor
- Pierre Mayrand - Propietario del café
- Claire Nadeau - Invitada
- Dominique Rozan - Anciano
- Jean-Chrétien Sibertin-Blanc - Joven despedido
- Bonnafet Tarbourich - Doctor
- Wilfred Benaïche - Propietario del restaurante
- Françoise Bertin - Jovencita en el tour
- Robert Bouvier - Invitado
- Frédérique Cantrel - Invitada
- Jérôme Chappatte - Invitado
- Romaine De Nando - Enfermera
- Nathalie Jeannet - Invitada
- Delphine Quentin - Joven
- Geoffroy Thébaut - Colega de Marc

## Producción
A partir del tema de las apariencias Resnais se inspira esta vez del autor inglés Dennis Potter que tenía la costumbre de introducir canciones completas en sus trabajos para fustigar mejor a la sociedad británica.
Pese a ser un musical las canciones no se emplean como suele ser usual en el género musical sino que extractos de canciones cantados en playback - procedimiento ya utilizado en La vie est un roman - intervienen, por asociación libre, cuando los personajes se cruzan. De este modo son fragmentos de las canciones, cuya letra encaja con el tema de la conversación, las que se escuchan. En ocasiones el play back de una voz femenina lo hace un actor, o viceversa, en momentos de distensión o cómicos. Actores y actrices realizan el tránsito de lo hablado a lo cantado con toda naturalidad.

## Recepción
La película obtiene positivas valoraciones en los portales de información cinematográfica y entre la crítica especializada. En IMDb obtiene una puntuación media de 7,3 sobre 10 con 4.280 votos. En FilmAffinity, además de estar incluido en el listado "Mejores películas musicales" (81.ª posición), obtiene una puntuación de 6,9 sobre 10 con 1.249 votos. En el agregador de críticas Rotten Tomatoes obtiene la calificación de "fresco" para el 69% de las 16 críticas profesionales computadas y para el 81% de las más de 1.000 valoraciones de sus usuarios.